# Fujitsu
Фудзіцу (англ. Fujitsu Ltd., яп. 富士通株式会社) — великий японський виробник електроніки та ІТ-компанія. Спеціалізується на виготовленні напівпровідників, кліматичних кондиціонерів, комп'ютерів (суперкомп'ютерів, серверів, персональних комп'ютерів), телекомунікаціях і сервісному обслуговуванні. Штаб-квартира розташована в Мінато, Токіо.

## Історія
Компанія була заснована 20 червня 1935 як Fuji Tsushinki Manufacturing Corporation — телекомунікаційний підрозділ компанії Fuji Electric.
Компанія тісно співпрацює з концерном Siemens AG. У квітні 1978 року між компаніями було укладено угоду про спільне виробництво комп'ютерів, а в 1999 створена дочірня компанія Fujitsu Siemens Computers.
У червні 2011 створила комп'ютер під назвою «K», який визнано найпотужнішим комп'ютером у світі. Його обчислювальна потужність становить 8,162 петафлопс, або 8,162 квадрильйона операцій за секунду. Комп'ютер застосовують для вивчення клімату.[джерело?]
У 2019—2020 рр. компанія опинилася у центрі скандалу, коли її програма помилково нарахувала нестачу у кілька тисяч або десятків тисяч фунтів британським поштовикам, які через це були звільнені та/або звинувачені у крадіжці.
У вересні 2020 року Fujitsu представила технологію програмно-визначеного зберігання, яка включає гібридне хмарне програмне забезпечення для зберігання файлів Qumulo, щоб дозволити підприємствам об'єднувати петабайти неструктурованих даних із різних місць, у кількох центрах обробки даних і в хмарі. Очікується, що це підтримуватиме різні типи накопичувачів, включаючи NVMe SSD, жорсткі диски та флеш-накопичувачі.
Того ж року було ліквідовано останній з японських філіалів у Європі.
У жовтні 2023 року було оголошено про плани на закриття юридичної особи компанії в росії як частину санкцій за війну в Україні.

## Продукція
- Сервери PRIMERGY.
- Системи зберігання даних ETERNUS.
- Ноутбуки, планшетні ПК і ноутбуки-трансформери LIFEBOOK
- Нульові клієнти Fujitsu ZeroClient
- Тонкі клієнти FUTRO
- Персональні комп'ютери ESPRIMO
- Робочі станції Fujitsu CELSIUS
- Периферія